# VM i orientering 2012
VM i orientering 2012 var den 29. udgave af verdensmesterskabet i orientering. Det fandt sted fra den 14.-21. juli 2012 i byen Lausanne, der ligger i den sydvestlige, fransktalende del af Schweiz. Det er tredje gang, at VM afvikles i Schweiz.
Der deltog 339 atleter fra 53 lande. Det var det schweiziske landshold, som suverænt løb af med flest medaljer. I alt hentede Schweiz otte medaljer, herunder fire guld, to sølv og to bronze. Det bedste danske resultat stod Maja Alm for, da hun tog en sølvmedalje på sprinten. Den mest vindende ved dette års VM blev schweiziske Simone Niggli-Luder, der sammenlagt tog tre guldmedaljer.

## Program
Det officielle og endelige program offentliggjordes i overensstemmelse med International Orienteering Federations (IOF) reglement to uger før den officielle åbning.
| Dato     | Konkurrence                            | Sted              |
| -------- | -------------------------------------- | ----------------- |
| 14. juli | Kvalifikation - Sprint Finale - Sprint | Lausanne          |
| 15. juli | Kvalifikation - Lang                   | Ballens           |
| 16. juli | Kvalifikation - Mellem                 | Saint-George      |
| 17. juli | Finale - Mellem                        | Saint-Cergue      |
| 19. juli | Finale - Lang                          | Le Chalet-à-Gobet |
| 21. juli | Stafet                                 | Le Chalet-à-Gobet |

## Historie
Det schweiziske værtskab blev tildelt den 18. juli 2008 ved IOF Kongressen i Tjekkiet, efter det schweiziske forbund Swiss Orienteering havde indleveret det eneste bud. De fleste deltagere ved kongressen udtrykte glæde ved at skulle tildele værtskabet til Schweiz. Den lettiske beklagede dog, at VM igen skulle afholdes i Centraleuropa, efter Ukraine i 2007, Tjekkiet i 2008 og det kommende i Ungarn 2009. Letland mente, at det ikke hang sammen med IOF's ambition om at gøre orientering til en global sport. Australien forsvarede IOF ved at pointere, at de tidligere havde budt på VM i 2013 men havde måtte trække sig efter nye krav fra IOF, der stiller større krav til organisering. Det var derfor med tilfredshed, at kongressen vedtog Schweiz som værtsland i 2012.

## Sprint
VM indledtes den 14. juli med en kvalifikation til finalen på sprintdistancen samme dag. Kvalifikation foregik på universitet Université de Lausannes campusområde, hvor de 45 bedste mænd og kvinder ville gå videre til finalen. Forhåndsfarvoritterne på herresiden, Matthias Kyburz(SUI), Matthias Merz(SUI), Scott Fraser(GBR), Jerker Lysell(SWE) og Frederic Tranchand(FRA), og på damesiden Simone Niggli-Luder(SUI), Helena Jansson(SWE) og Annika Billstam(SWE) gik alle videre til finalen.
Finalen blev løbet nær Lausannes centrum, hvor små kringlede gader præger bybilledet. Målområdet lå på bredden af Genevesøen. På herresiden var Schweiz altdominerende. Matthias Kyburz, Matthias Merz og Matthias Müller tog alle tre medaljer på hjemmebane med den britiske Scott Fraser 12 sekunder efter. Hos kvinderne tog danske Maja Alm overraskende sølv, efter hun kun var kvalificeret som nr. 8 tidligere på dagen. Guldmedaljen kom for femte gang omkring halsen på schweiziske Simone Niggli-Luder, mens bronzemedaljen gik til svenske Annika Billstam.
Det bedste danske resultat hos herrerne var Søren Bobach, der kom ind på en ottende plads. Rasmus Thrane Hansen tog en 20. plads. Hos kvinderne tog Signe Klinting den næstbedste danske placering ved finalen.

### Medaljer
| Mænd                                                               | Mænd                                                               | Mænd                                                               | Mænd                                                               | Mænd                                                               | Kvinder                                                            | Kvinder                                                            | Kvinder                                                            | Kvinder                                                            | Kvinder                                                            |
| ------------------------------------------------------------------ | ------------------------------------------------------------------ | ------------------------------------------------------------------ | ------------------------------------------------------------------ | ------------------------------------------------------------------ | ------------------------------------------------------------------ | ------------------------------------------------------------------ | ------------------------------------------------------------------ | ------------------------------------------------------------------ | ------------------------------------------------------------------ |
| Bane: 4,2 km, 20 poster, 80 m stigning. Kort: Ouchy, 1:4000, 2,5 m | Bane: 4,2 km, 20 poster, 80 m stigning. Kort: Ouchy, 1:4000, 2,5 m | Bane: 4,2 km, 20 poster, 80 m stigning. Kort: Ouchy, 1:4000, 2,5 m | Bane: 4,2 km, 20 poster, 80 m stigning. Kort: Ouchy, 1:4000, 2,5 m | Bane: 4,2 km, 20 poster, 80 m stigning. Kort: Ouchy, 1:4000, 2,5 m | Bane: 3,7 km, 19 poster, 60 m stigning. Kort: Ouchy, 1:4000, 2,5 m | Bane: 3,7 km, 19 poster, 60 m stigning. Kort: Ouchy, 1:4000, 2,5 m | Bane: 3,7 km, 19 poster, 60 m stigning. Kort: Ouchy, 1:4000, 2,5 m | Bane: 3,7 km, 19 poster, 60 m stigning. Kort: Ouchy, 1:4000, 2,5 m | Bane: 3,7 km, 19 poster, 60 m stigning. Kort: Ouchy, 1:4000, 2,5 m |
| Placering                                                          | Land                                                               | Navn                                                               | Tid                                                                | + (efter)                                                          | Placering                                                          | Land                                                               | Navn                                                               | Tid                                                                | + (efter)                                                          |
|                                                                    | Schweiz                                                            | Matthias Kyburz                                                    | 15:32,0                                                            |                                                                    |                                                                    | Schweiz                                                            | Simone Niggli-Luder                                                | 15:43,7                                                            |                                                                    |
|                                                                    | Schweiz                                                            | Matthias Merz                                                      | 15:49,5                                                            | +0:17,5                                                            |                                                                    | Danmark                                                            | Maja Alm                                                           | 16:20,2                                                            | +0:36,5                                                            |
|                                                                    | Schweiz                                                            | Matthias Müller                                                    | 15:59,0                                                            | +0:27,0                                                            |                                                                    | Sverige                                                            | Annika Billstam                                                    | 16:28,0                                                            | +0:44,3                                                            |
| 4.                                                                 | UK                                                                 | Scott Fraser                                                       | 16:11,2                                                            | +0:39,2                                                            | 4.                                                                 | Sverige                                                            | Helena Jansson                                                     | 16:30,2                                                            | +0:46,5                                                            |
| 5.                                                                 | Rusland                                                            | Andrej Chramov                                                     | 16:22,7                                                            | +0:50,7                                                            | 5.                                                                 | Schweiz                                                            | Rahel Friederich                                                   | 16:33,1                                                            | +0:49,4                                                            |
| 6.                                                                 | Finland                                                            | Tuomo Mäkelä                                                       | 16:32,9                                                            | +1:00,9                                                            | 6.                                                                 | Finland                                                            | Venla Niemi                                                        | 16:39,4                                                            | +0:55,7                                                            |
| Officielle resultater: Klik her.                                   |                                                                    |                                                                    |                                                                    |                                                                    |                                                                    |                                                                    |                                                                    |                                                                    |                                                                    |

## Mellemdistance
Kvalifikation
Kvalifikationen til mellemdistance finalen afvikledes den 16. juli i de schweiziske Jurabjerge, hvor den lille bjergby Saint-George lagde jord til målområdet. Bois Rond, som området kaldes, bød løberne på mange tekniske udfordringer, hvor især den tætte vegetation spiller ind. Ingen kendte navne kiksede kvalifikationen, dog mistede danskeren Christian Bobach en post og blev diskvalifiseret. Heatsejren i de tre heat gik på herresiden til Thierry Gueorgiou(FRA), Gernot Kerschbaumer(AUT) og Carl Waaler Kaas(NOR). På kvindesiden gik sejren til Tatyana Riabkina(RUS), Tove Alexandersson(SWE) og ikke overraskende til Simone Niggli-Luder(SUI).
Finale
Finalen afvikledes den efterfølgende dag (17 juli). Målområdet var flyttet 10 km sydvest til byen Saint-Cergue, der ligeledes ligger i den schweiziske del af Jurabjergene. Skoven La Givrine var generelt mere åben, hvilket resulterede i højere hastighed hos løberne. På herresiden vandt den lettiske Edgars Bertuks sensationelt den første guldmedalje hjem til Letland vundet ved et VM. Blot fem sekunder efter Edgars kom russiske Valentin Novikov, der havde schweiziske Fabian Hertner 20 sekunder efter sig. Hos kvinderne tog finske Minna Kauppi sejren foran svenske Tove Alexandersson med 32 sekunder. Russeren Tatyana Riabkina løb sig ind til en bronzemedalje.
Bedste danske placering var Ida Bobach, der tog en fjerdeplads, under ét minut fra bronze. Signe Klinting tog en 22. plads, mens Tue Lassen tog en 25. plads hos herrerne.

### Medaljer
| Mænd                                                                    | Mænd                                                                    | Mænd                                                                    | Mænd                                                                    | Mænd                                                                    | Kvinder                                                                 | Kvinder                                                                 | Kvinder                                                                 | Kvinder                                                                 | Kvinder                                                                 |
| ----------------------------------------------------------------------- | ----------------------------------------------------------------------- | ----------------------------------------------------------------------- | ----------------------------------------------------------------------- | ----------------------------------------------------------------------- | ----------------------------------------------------------------------- | ----------------------------------------------------------------------- | ----------------------------------------------------------------------- | ----------------------------------------------------------------------- | ----------------------------------------------------------------------- |
| Bane: 6,5 km, 20 poster, 240 m stigning. Kort: La Givrine, 1:10000, 5 m | Bane: 6,5 km, 20 poster, 240 m stigning. Kort: La Givrine, 1:10000, 5 m | Bane: 6,5 km, 20 poster, 240 m stigning. Kort: La Givrine, 1:10000, 5 m | Bane: 6,5 km, 20 poster, 240 m stigning. Kort: La Givrine, 1:10000, 5 m | Bane: 6,5 km, 20 poster, 240 m stigning. Kort: La Givrine, 1:10000, 5 m | Bane: 5,5 km, 18 poster, 170 m stigning. Kort: La Givrine, 1:10000, 5 m | Bane: 5,5 km, 18 poster, 170 m stigning. Kort: La Givrine, 1:10000, 5 m | Bane: 5,5 km, 18 poster, 170 m stigning. Kort: La Givrine, 1:10000, 5 m | Bane: 5,5 km, 18 poster, 170 m stigning. Kort: La Givrine, 1:10000, 5 m | Bane: 5,5 km, 18 poster, 170 m stigning. Kort: La Givrine, 1:10000, 5 m |
| Placering                                                               | Land                                                                    | Navn                                                                    | Tid                                                                     | + (efter)                                                               | Placering                                                               | Land                                                                    | Navn                                                                    | Tid                                                                     | + (efter)                                                               |
|                                                                         | Letland                                                                 | Edgars Bertuks                                                          | 36:45                                                                   |                                                                         |                                                                         | Finland                                                                 | Minna Kauppi                                                            | 37:37                                                                   |                                                                         |
|                                                                         | Rusland                                                                 | Valentin Novikov                                                        | 36:50                                                                   | +0:05                                                                   |                                                                         | Sverige                                                                 | Tove Alexandersson                                                      | 38:09                                                                   | +0:32                                                                   |
|                                                                         | Schweiz                                                                 | Fabian Hertner                                                          | 37:10                                                                   | +0:25                                                                   |                                                                         | Rusland                                                                 | Tatyana Riabkina                                                        | 39:03                                                                   | +1:26                                                                   |
| 4.                                                                      | Frankrig                                                                | Thierry Gueorgiou                                                       | 37:15                                                                   | +0:30                                                                   | 4.                                                                      | Danmark                                                                 | Ida Bobach                                                              | 39:52                                                                   | +2:15                                                                   |
| 5.                                                                      | Frankrig                                                                | Francois Gonon                                                          | 37:18                                                                   | +0:33                                                                   | 5.                                                                      | Schweiz                                                                 | Simone Niggli-Luder                                                     | 40:00                                                                   | +2:23                                                                   |
| 6.                                                                      | Sverige                                                                 | Peter Öberg                                                             | 37:22                                                                   | +0:37                                                                   | 6.                                                                      | Sverige                                                                 | Annika Billstam                                                         | 40:07                                                                   | +2:30                                                                   |
| Officielle resultater: Klik her.                                        |                                                                         |                                                                         |                                                                         |                                                                         |                                                                         |                                                                         |                                                                         |                                                                         |                                                                         |

## Langdistance
Kvalifikation
Kvalifikationen til langdistancen afvikledes allerede først på ugen den 15. juli. Lettiske Edgars Bertuks, der overraskende vandt guld ved mellemdistancen, tog en heatsejr hjem foran bl.a. Matthias Kyburz, Scott Fraser og danske Rasmus Thrane Hansen. De andre heat blev vundet af norske Olav Lundanes og schweiziske Matthias Merz. Hos kvinderne tog russiske Tatyana Riabkina, Minna Kauppi og Simone Niggli-Luder heatsejrene. Denmark gik videre med alle sine deltagere i kvalifikationen.
Finale
Dagen efter hviledagen mellem finalen på den lange- og mellemdistancen, afvikledes finalen den 19. juli i et golfcenter nær byen Le Chalet-à-Gobet, små 10 kilometer nord for Lausanne. Hos herrerne tog Olav Lundanes titlen som verdensmester efterfulgt af Matthias Merz og Edgars Bertuks, der igen overraskende tog en medalje. I kvindernes klasse tog Simone Niggli-Luder sin anden guldmedalje foran Minna Kauppi og Annika Billstam.

### Medaljer
| Mænd                                                                | Mænd                                                                | Mænd                                                                | Mænd                                                                | Mænd                                                                | Kvinder                                                             | Kvinder                                                             | Kvinder                                                             | Kvinder                                                             | Kvinder                                                             |
| ------------------------------------------------------------------- | ------------------------------------------------------------------- | ------------------------------------------------------------------- | ------------------------------------------------------------------- | ------------------------------------------------------------------- | ------------------------------------------------------------------- | ------------------------------------------------------------------- | ------------------------------------------------------------------- | ------------------------------------------------------------------- | ------------------------------------------------------------------- |
| Bane: 18,3 km, 31 poster, 450 m stigning. Kort: Jorat, 1:15000, 5 m | Bane: 18,3 km, 31 poster, 450 m stigning. Kort: Jorat, 1:15000, 5 m | Bane: 18,3 km, 31 poster, 450 m stigning. Kort: Jorat, 1:15000, 5 m | Bane: 18,3 km, 31 poster, 450 m stigning. Kort: Jorat, 1:15000, 5 m | Bane: 18,3 km, 31 poster, 450 m stigning. Kort: Jorat, 1:15000, 5 m | Bane: 12,4 km, 23 poster, 370 m stigning. Kort: Jorat, 1:15000, 5 m | Bane: 12,4 km, 23 poster, 370 m stigning. Kort: Jorat, 1:15000, 5 m | Bane: 12,4 km, 23 poster, 370 m stigning. Kort: Jorat, 1:15000, 5 m | Bane: 12,4 km, 23 poster, 370 m stigning. Kort: Jorat, 1:15000, 5 m | Bane: 12,4 km, 23 poster, 370 m stigning. Kort: Jorat, 1:15000, 5 m |
| Placering                                                           | Land                                                                | Navn                                                                | Tid                                                                 | + (efter)                                                           | Placering                                                           | Land                                                                | Navn                                                                | Tid                                                                 | + (efter)                                                           |
|                                                                     | Norge                                                               | Olav Lundanes                                                       | 1:34:42                                                             |                                                                     |                                                                     | Schweiz                                                             | Simone Niggli-Luder                                                 | 1:15:07                                                             |                                                                     |
|                                                                     | Schweiz                                                             | Matthias Merz                                                       | 1:37:34                                                             | +2:52                                                               |                                                                     | Finland                                                             | Minna Kauppi                                                        | 1:16:38                                                             | +1:31                                                               |
|                                                                     | Letland                                                             | Edgars Bertuks                                                      | 1:39:13                                                             | +4:31                                                               |                                                                     | Sverige                                                             | Annika Billstam                                                     | 1:17:13                                                             | +2:06                                                               |
| 4.                                                                  | Frankrig                                                            | Philippe Adamski                                                    | 1:40:19                                                             | +5:37                                                               | 4.                                                                  | Rusland                                                             | Tatyana Riabkina                                                    | 1:19:17                                                             | +4:10                                                               |
| 5.                                                                  | Sverige                                                             | Anders Holmberg                                                     | 1:41:46                                                             | +7:04                                                               | 5.                                                                  | Norge                                                               | Anne Margrethe Hausken                                              | 1:20:05                                                             | +4:58                                                               |
| 6.                                                                  | Bulgarien                                                           | Kiril Nikolov                                                       | 1:41:48                                                             | +7:06                                                               | 6.                                                                  | Tjekkiet                                                            | Eva Jureníková                                                      | 1:21:10                                                             | +6:03                                                               |
| Officielle resultater: Klik her.                                    |                                                                     |                                                                     |                                                                     |                                                                     |                                                                     |                                                                     |                                                                     |                                                                     |                                                                     |

## Stafet

### Medaljer
| Mænd                                                                           | Mænd                                                                           | Mænd                                                                           | Mænd                                                                           | Mænd                                                                           | Kvinder                                                                        | Kvinder                                                                        | Kvinder                                                                        | Kvinder                                                                        | Kvinder                                                                        |
| ------------------------------------------------------------------------------ | ------------------------------------------------------------------------------ | ------------------------------------------------------------------------------ | ------------------------------------------------------------------------------ | ------------------------------------------------------------------------------ | ------------------------------------------------------------------------------ | ------------------------------------------------------------------------------ | ------------------------------------------------------------------------------ | ------------------------------------------------------------------------------ | ------------------------------------------------------------------------------ |
| Bane: 6,9 km, 20 poster, 180 m stigning. Kort: Le Chalet-à-Gobet, 1:10000, 5 m | Bane: 6,9 km, 20 poster, 180 m stigning. Kort: Le Chalet-à-Gobet, 1:10000, 5 m | Bane: 6,9 km, 20 poster, 180 m stigning. Kort: Le Chalet-à-Gobet, 1:10000, 5 m | Bane: 6,9 km, 20 poster, 180 m stigning. Kort: Le Chalet-à-Gobet, 1:10000, 5 m | Bane: 6,9 km, 20 poster, 180 m stigning. Kort: Le Chalet-à-Gobet, 1:10000, 5 m | Bane: 5,9 km, 18 poster, 140 m stigning. Kort: Le Chalet-à-Gobet, 1:10000, 5 m | Bane: 5,9 km, 18 poster, 140 m stigning. Kort: Le Chalet-à-Gobet, 1:10000, 5 m | Bane: 5,9 km, 18 poster, 140 m stigning. Kort: Le Chalet-à-Gobet, 1:10000, 5 m | Bane: 5,9 km, 18 poster, 140 m stigning. Kort: Le Chalet-à-Gobet, 1:10000, 5 m | Bane: 5,9 km, 18 poster, 140 m stigning. Kort: Le Chalet-à-Gobet, 1:10000, 5 m |
| Placering                                                                      | Land                                                                           | Navn                                                                           | Tid                                                                            | + (efter)                                                                      | Placering                                                                      | Land                                                                           | Navn                                                                           | Tid                                                                            | + (efter)                                                                      |
|                                                                                | Tjekkiet                                                                       | 1. Tomáš Dlabaja 2. Jan Šedivý 3. Jan Procházka                                | 1:40:00                                                                        |                                                                                |                                                                                | Schweiz                                                                        | 1. Ines Brodmann 2. Judith Wyder 3. Simone Niggli-Luder                        | 1:44:54                                                                        |                                                                                |
|                                                                                | Norge                                                                          | 1. Magne Daehli 2. Carl Waaler Kaas 3. Olav Lundanes                           | 1:40:06                                                                        | +0:06                                                                          |                                                                                | Sverige                                                                        | 1. Annika Billstam 2. Helena Jansson 3. Tove Alexandersson                     | 1:47:18                                                                        | +2:24                                                                          |
|                                                                                | Sverige                                                                        | 1. Jonas Leandersson 2. Peter Öberg 3. Anders Holmberg                         | 1:40:11                                                                        | +0:11                                                                          |                                                                                | Norge                                                                          | 1. Silje Ekroll Jahren 2. Mari Fasting 3. Anne Margrethe Hausken               | 1:48:11                                                                        | +3:17                                                                          |
| 4.                                                                             | Schweiz                                                                        | 1. Fabian Hertner 2. Matthias Müller 3. Matthias Merz                          | 1:41:21                                                                        | +1:21                                                                          | 4.                                                                             | Rusland                                                                        | 1. Anastasiya Tikhonova 2. Svetlana Mironova 3. Tatyana Riabkina               | 1:48:38                                                                        | +3:44                                                                          |
| 5.                                                                             | Frankrig                                                                       | 1. Fabian Hertner 2. Matthias Müller 3. Matthias Merz                          | 1:42:56                                                                        | +2:56                                                                          | 5.                                                                             | Finland                                                                        | 1. Venla Niemi 2. Merja Rantanen 3. Minna Kauppi                               | 1:51:41                                                                        | +6:47                                                                          |
| 6.                                                                             | Danmark                                                                        | 1. Søren Bobach 2. Rasmus Thrane Hansen 3. Tue Lassen                          | 1:43:08                                                                        | +3:08                                                                          | 6.                                                                             | Danmark                                                                        | 1. Emma Klingenberg 2. Ida Bobach 3. Maja Alm                                  | 1:52:21                                                                        | +7:27                                                                          |
| Officielle resultater: Klik her.                                               |                                                                                |                                                                                |                                                                                |                                                                                |                                                                                |                                                                                |                                                                                |                                                                                |                                                                                |

## Det danske landshold ved VM
Landstræner Lars Lindstrøm udtog den 26. juni 2012 det hold, som skulle repræsentere Danmark ved VM i Schweiz.
Kvinder
- Emma Klingenberg, Faaborg OK (udtaget til stafet)
- Ida Bobach, Silkeborg OK (udtaget til lang, mellem og stafet)
- Maja Alm, OK HTF Haderslev (udtaget til mellem, sprint og stafet)
- Signe Klinting, FIF Hillerød (udtaget til lang, mellem og sprint)

Mænd
- Christian Bobach, Silkeborg OK (udtaget til mellem og sprint)
- Rasmus Djurhuus, OK Pan Aarhus (udtaget til lang)
- Rasmus Thrane Hansen, Søllerød OK (udtaget til lang, sprint og stafet)
- Søren Bobach, Silkeborg OK] (udtaget til mellem og stafet)
- Tue Lassen, Faaborg OK (udtaget til lang, mellem og stafet)

## Statistik
Ved VM erhvervede konkurrenter fra otte forskellige nationer en medalje. orienteringerne fra Schweiz hev flest medaljer hjem ved at tage otte ud af 26 mulige (4 guld, 2 sølv og 2 bronze). Den mest succesfulde kvinde blev den schweiziske Simone Niggli-Luder, der tog fire guldmedaljer. Hos mændene var norske Olav Lundanes den mest succesfulde, idet han tog både én guld- og en sølvmedalje. På trods af at Sverige tog flere medaljer end Norge (8), er guldmedaljer mere værd i statistikken, og derfor løb Norge med andenpladsen (1 guld, 1 sølv og 1 bronze). Finland tog tredjepladsen med én guld- og én sølvmedalje.
Fuld medalje oversigt:
| Nr. | Land     | Guld | Sølv | Bronze | Totalt |
| 1.  | Schweiz  | 4    | 2    | 2      | 8      |
| 2.  | Norge    | 1    | 1    | 1      | 3      |
| 3.  | Finland  | 1    | 1    | 0      | 2      |
| 4.  | Letland  | 1    | 0    | 1      | 2      |
| 5.  | Tjekkiet | 1    | 0    | 0      | 1      |
| 6.  | Sverige  | 0    | 2    | 3      | 5      |
| 7.  | Rusland  | 0    | 1    | 1      | 2      |
| 8.  | Danmark  | 0    | 1    | 0      | 1      |